# John Tyler Morgan

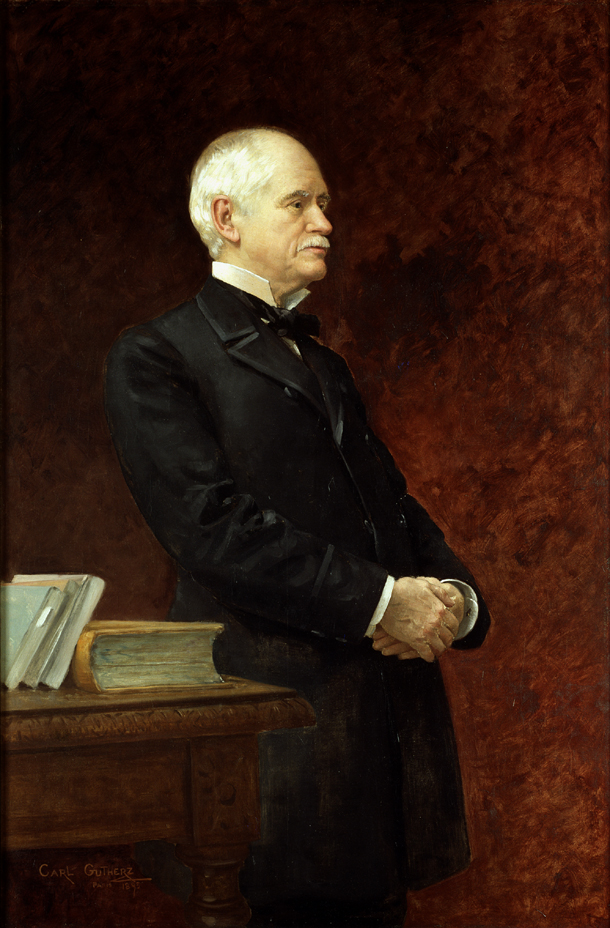
John Tyler Morgan

John Tyler Morgan (* 20. Juni 1824 in Athens, McMinn County, Tennessee; † 11. Juni 1907 in Washington D.C.) war im Amerikanischen Bürgerkrieg General in der Confederate States Army. Nach dem Krieg vertrat er sechs Amtszeiten lang den Bundesstaat Alabama im US-Senat.
Er war zeitlebens ein Verfechter einer strikten Rassentrennung und führendes Mitglied des rassistischen Geheimbundes Ku-Klux-Klan. Politisch unterstützte er die Expansionspolitik der Vereinigten Staaten und trat für die Annexion der Republik Hawaii sowie für den Bau eines Kanals zur Verbindung des Atlantischen mit dem Pazifischen Ozean in Zentralamerika unter US-amerikanischer Leitung ein, favorisierte allerdings Nicaragua als Standort anstelle von Panama.

## Anfänge seiner Karriere
Morgan wurde in Tennessee geboren und zunächst durch seine Mutter unterrichtet. 1833 zog er mit seiner Familie ins Calhoun County, wo er Pionierschulen besuchte. Dann absolvierte er in Tuskegee, Alabama bei seinem Schwager, dem Richter William Parish Chilton, ein Studium der Rechtswissenschaften. Nachdem er zugelassen wurde, gründete er eine Praxis in Talladega, Alabama. Zehn Jahre später verlegte er seinen Wohnsitz ins Dallas County und praktizierte in Selma und Cahawba.
Er wendete sich dann der Politik zu und war 1860 für die Demokraten Teilnehmer im Electoral College zugunsten von John Cabell Breckinridge. 1861 wurde er Delegierter des Dallas Countys bei der bundesstaatlichen Konferenz, die der Sezession zustimmte.

## Bürgerkrieg
Nachdem Alabama dafür gestimmt hatte, sich den Konföderierten Staaten von Amerika anzuschließen, schrieb sich Morgan, bereits 37 Jahre alt, als Gefreiter bei den Cahawba Rifles ein, die als Freiwillige in der Armee der Konföderierten Staaten von Amerika dienten, und wurde dem 5. Alabama Infanterie-Regiment zugeteilt. Im Sommer 1861 nahm er an seinem ersten Gefecht während der Ersten Schlacht von Manassas teil. Morgan wurde schnell zum Major und dann zum Oberstleutnant befördert und war Oberst Robert E. Rodes unterstellt, einem späteren konföderierten General. Im Jahre 1862 nahm er seinen Abschied und kehrte nach Alabama zurück, wo er im August ein neues Regiment rekrutierte, die 51. Alabama Partisan Rangers, deren Kommandeur er wurde. Er führte die Truppe in der Schlacht von Murfreesboro, wo er mit der Kavallerie von Nathan Bedford Forrest operierte. Die Konföderierten erlitten eine Niederlage.
Als Rodes zum Generalmajor befördert wurde, erhielt dieser das Kommando über eine Division in der Nord-Virginia-Armee. Morgan lehnte das Angebot ab, die ehemalige Brigade von Rodes zu übernehmen und blieb stattdessen auf dem westlichen Kriegsschauplatz des Bürgerkrieges. Er führte das Regiment in der Schlacht am Chickamauga, welche die Südstaatler gewannen. Am 16. November 1863 wurde er zum Brigadegeneral der Kavallerie befördert und nahm am Knoxville-Feldzug teil. Seine Brigade bestand dabei aus dem 1., 3., 4., 9. und 51. Kavallerie-Regiment Alabamas.
Seine Männer wurden am 27. Januar 1864 geschlagen und durch Truppen der Nordstaaten versprengt. Ihm wurde ein neues Kommando zugeteilt und Morgan kämpfte schließlich während des Atlanta-Feldzugs. Später gab man ihm einen administrativen Posten in Demopolis, Alabama. Als die Confederate States Army zusammenbrach und der Krieg sich seinem Ende näherte, unternahm Morgan noch den Versuch, Einheiten bestehend aus Afro-Amerikanern zur Heimatverteidigung aufzustellen.

## Nachkriegskarriere

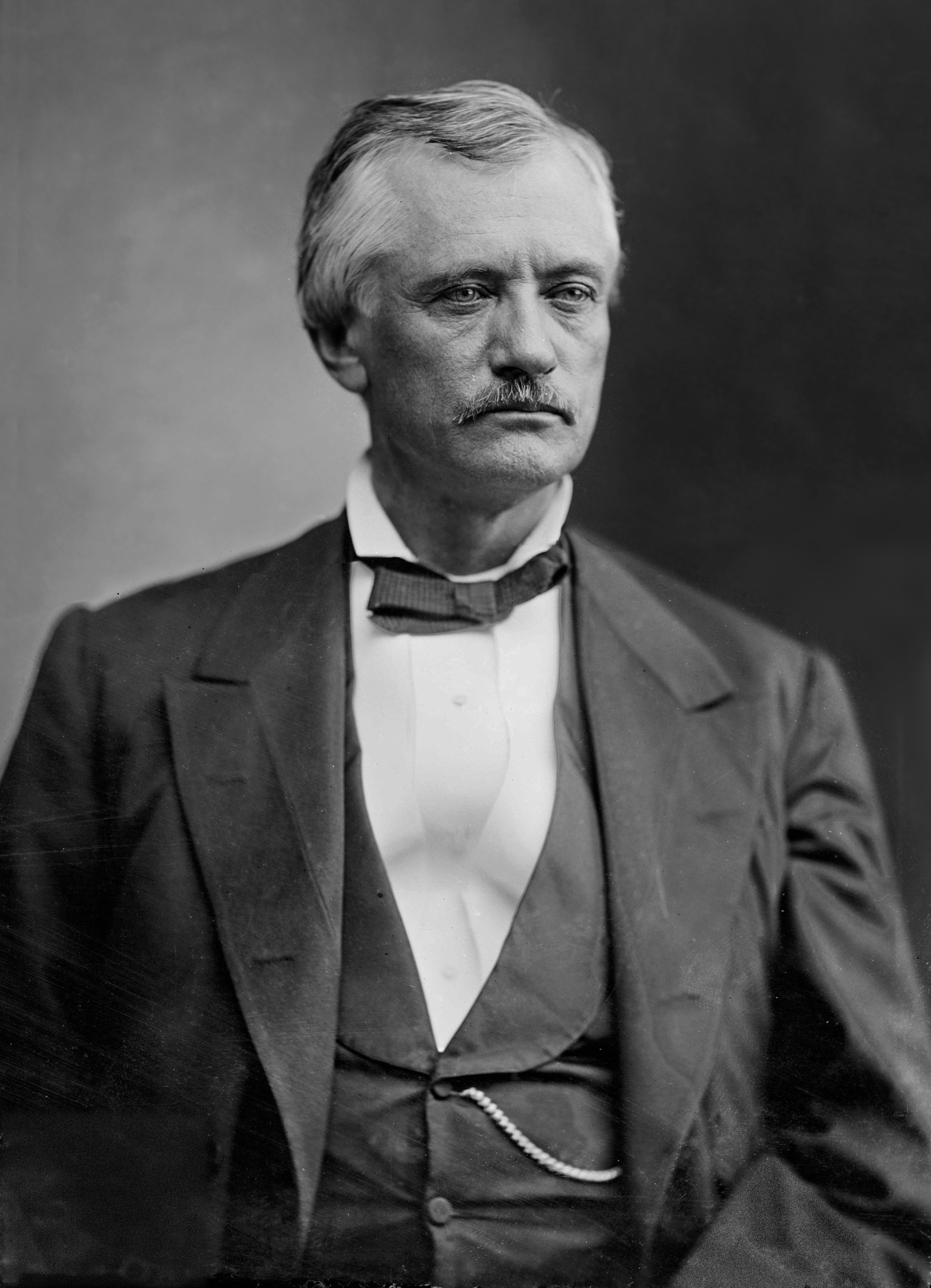
Morgan, etwa 1875

Nach dem Krieg nahm Morgan in Selma seine Arbeit als Rechtsanwalt wieder auf. Er wurde erneut für die Demokraten Wahlmann bei der Präsidentschaftswahl 1876 und wurde im selben Jahr in den Senat gewählt. Er trat sein Amt am 4. März 1877 an und wurde 1882, 1888, 1894, 1900 sowie 1906 wiedergewählt. Den größten Teil seiner Amtszeit, die durch seinen Tod endete, verbrachte er in Gesellschaft eines weiteren ehemaligen Generals der Konföderierten, Edmund Pettus.
Morgan trat für die Trennung von Schwarzen und Weißen in den Vereinigten Staaten ein und trat dafür ein, Afroamerikaner nach Hawaiʻi, Kuba und auf die Philippinen zu schicken, die letztere vermutlich aufgrund ihrer weiten Entfernung nach seiner Meinung eine „natürliche Heimat der Neger“.
Er brachte eine Reihe von Gesetzesinitiativen ein, einschließlich solcher zur Legalisierung von Lynchmord und kämpfte unermüdlich für die Rücknahme des 15. Verfassungszusatzes. Dieser verbot die Ablehnung des Wahlrechts aufgrund der Rasse. 
Morgan war Vorsitzender des Senatsausschusses für Regeln (46. Kongress), des Senatsausschusses für Äußere Beziehungen (53. Kongress), des Senatsausschusses für den Kanal zwischen den Ozeanen (56. und 57. Kongress) sowie dem Senatsausschuss für Öffentliche Gesundheit und die Nationale Quarantäne (59. Kongress). 1894 leitete Morgan eine Untersuchung, deren Ergebnis als Morgan Report bekannt wurde und die sich mit der Revolution auf Hawaiʻi befasste. Der Bericht stellte fest, dass die Vereinigten Staaten in der Angelegenheit völlig neutral geblieben waren. Von Morgan wurde die Einführung des Reportes geschrieben, die auf den Feststellungen des Untersuchungsausschusses basierte.
Morgan war ein starker Befürworter einer Annektierung Hawaiʻis und besuchte die Insel 1897, um diesen Plan zu unterstützen. Er war überzeugt, dass die Geschichte der Vereinigten Staaten eindeutig bewies, dass es zur Annektierung nicht erforderlich sei, auf Hawaiʻi eine Volksabstimmung durchzuführen.

## Tod und politisches Vermächtnis
Senator Morgan starb in Washington, als er noch sein Amt bekleidete. Er fand seine letzte Ruhestätte auf dem Live Oak Cemetery in Selma. Für den Rest der Amtszeit fiel das Mandat an John H. Bankhead.
Seine Bedeutung für die US-amerikanische Politik wird von dem Historiker Thomas Adams Upchurch beschrieben:

„Seine Kongressreden und veröffentlichten Schriften zeigen die zentrale Rolle, die Morgan im Drama der Rassenpolitik auf dem Capitol Hill und in der nationalen Presse von 1889 bis 1891 spielte. Noch wichtiger, sie enthüllen seine Führungsrolle beim Schmieden der Ideologie einer Vorherrschaft der Weißen, welche die Beziehungen zwischen den amerikanischen Rassen von den 1890er bis in die 1960er Jahre dominierte. In der Tat stellte sich Morgan als der bekannteste und berüchtigtste rassistische Ideologe seiner Zeit heraus, ein Mann, der mehr als jede andere Einzelperson den Tonfall für die aufkommende Jim-Crow-Ära setzte.“

## Gedenken
1953 wurde Morgan in die Alabama Hall of Fame aufgenommen. Nach ihm ist die 1965 gegründete Privatschule John T. Morgan Academy in Selma benannt, die in ihrer Anfangszeit in Morgans altem Wohnhaus ihre Tätigkeit aufnahm.
Die University of Alabama gab Morgan Hall auf dem Campus den Namen des Senators, der 1882 erfolgreich war und Reparationszahlungen aus Bundesmitteln zum Ausgleich der Zerstörung der Universität 1865 durch Unionstruppen durchsetzte.
Ein Denkmal auf dem Gelände des Bundesgebäudes und United States Courthouse in Selma ehrt die Senatoren Morgan und Pettus für ihre Rolle bei der Festlegung der Zuwendungen der Bundesregierung für Alabama. Das Liberty-Frachtschiff USS John Morgan wurde nach John Tyler Morgan benannt.